# Blind Witness
Blind Witness est un groupe de musique canadien du Québec. De genres deathcore et metalcore, il est originaire de Granby, dans la région de l'Estrie. Formé en 2005, le groupe joue son tout dernier concert lors de l'édition de 2012 du festival Heavy Montréal. Blind Witness se reforme par la suite en 2014 afin de participer à l'édition de 2015 du Amnesia Rockfest de Montebello.

## Biographie

### Formation (2005–2007)
Blind Witness est formé au début de 2005, à Granby, au Québec, par le vocaliste Jonathan Cabana, le guitariste Pier-Luc Desroches et le batteur Kevin Desroches. Maxime Lacroix, Miguel Lepage et Éric Morotti joindront plus tard le groupe, à la guitare, à la basse et à la batterie respectivement. Le groupe fait ses débuts sur scène à Montréal. En 2007, le groupe se joint à Torque Records, une filiale du label Victory Records. Cette même année, ils effectuent un split avec Means. Le 22 janvier 2008, Blind Witness publie son premier album studio, intitulé Silences are Words.

### Deux premiers albums (2008–2010)
En mars 2009, Blind Witness se joint officiellement au label Mediaskare Records, et annonce un concert le 1er juin à Hollywood, en Californie. En avril 2009, ils s'associent avec Saints Never Surrender pour sa tournée. En juin 2009, Blind Witness entre aux studios Undercity Recordings à Hollywood, en Californie pour enregistrer son premier album chez Mediaskare Records, intitulé Nightmare on Providence Street. Le mixage et le mastering sont réalisés par Zack Ohren (All Shall Perish) et l'album est prévu pour fin septembre 2009. En septembre 2009, ils s'associent avec Sea of Treachery et Suffokate pour une tournée américaine jusqu'en novembre.
Pendant l'écriture de leur deuxième album, Nightmare on Providence Street, Blind Witness rejoint le label Mediaskare Records et passe en studio pour enregistrer. Nightmare on Providence Street est publié en 2010, et leur vaut des critiques positives, comme Absolute Punk qui lui attribue une note de 84 pour cent dans une critique qui avance que « le metalcore est l'un des genres les plus détestés du metal » mais que « Blind Witness peut démontrer le contraire à beaucoup de fans de metal. » En septembre 2010, Blind Witness assiste à un énorme chamboulement de formation, après le départ de quatre de ses membres. À cette période, il reste Jon Campbell (guitare), Maxime Lacrois (guitare), Miguel Lepage (basse), et Éric Morotti (batterie). Jonathan Cabana reste également. Campbell annonce que « le groupe n'est pas séparé. Moi, Miguel, Max et Éric sont partis. Le groupe continuera avec un nouveau line-up. »

### Turbulences et retour (depuis 2011)
Ils commencent en janvier 2011 leur tournée aux États-Unis avec Chelsea Grin et Attila, où ils occupent la tête d'affiche. Le 30 mars 2011, le groupe annonce qu'ils sont actuellement en studio pour l'écriture de leur troisième album. Le 25 mai 2012 le groupe annonce qu'ils se séparent. Ils joueront leur tout dernier concert à Montréal, le 12 août au festival Heavy Montreal en 2012.
Le groupe se reforme par la suite, en 2014, afin de participer à l'édition 2015 du Amnesia Rockfest de Montebello au Canada. En janvier 2016, le groupe annonce des dates de tournée canadienne du 8 avril à Trois-Rivières, au Québec, jusqu'au 17 avril à Kingston, en Ontario.

## Membres

### Membres actuels
- Jonathan Cabana - chant, claviers (2005–2012, depuis 2014)
- Maxime Lacroix – guitare solo, chœurs (2005–2011, depuis 2014), programmations studio (2010-2012)
- Éric Morotti – batterie (2009–2012, depuis 2014)
- Olivier Roy – guitare (2011–2012, depuis 2014)
- Francis « Frank the Tank » Beaupré – basse (2011–2012, depuis 2014)

### Anciens membres
- Samuel Langlois – guitare (2005)
- Maxime Desroches – basse (2005)
- Kevin Desroches – batterie (2005–2008)
- Sonny Tremblay – batterie (2008)
- Tim Burak – batterie (2008)
- Pier-Luc Desroches – guitare solo, chant (2005–2009)
- Mathieu Paquette – guitare (2009)
- Miguel Lepage – basse (2006–2011)
- John Campbell – guitare (2009–2011)
- Nicolas Doiron – guitare (2011-2012)

## Discographie

### Albums studio
- 2008 : Silences Are Words
- 2010 : Nightmare on Providence Street

### EP
- 2007 : Means/Blind Witness (split EP avec Means)
- 2015 : I Am Hell